# Las Carboneras
Las Carboneras es un caserío del macizo de Anaga perteneciente administrativamente al municipio de San Cristóbal de La Laguna, en la isla de Tenerife —Canarias, España—. 
Es uno de los núcleos que forman la zona conocida como Las Montañas, que aglutina a la mayoría de los caseríos ubicados en el macizo de Anaga pertenecientes a La Laguna.
Posee muestras de arquitectura rural canaria, así como caminos aptos para la práctica del excursionismo.

## Geografía
Se sitúa en la vertiente noroeste del macizo de Anaga, a 16 kilómetros del centro de la ciudad sobre un rellano rocoso de la margen izquierda del barranco de Taborno, a una altitud media de 610 m s. n. m.
Posee una ermita, una plaza pública, un centro ciudadano donde también se pasa consulta médica, una cancha deportiva y algunos restaurantes.
En su paisaje, dominado por las huertas en bancales, sobresale la elevación rocosa conocida como Cabezo Tenejía, así como el barranco de Taborno, límite entre los municipios de La Laguna y Santa Cruz de Tenerife.

## Demografía
A partir del año 1981 Las Carboneras deja de aparecer como entidad independiente en los censos de población al ser englobado, junto a los otros caseríos de Anaga pertenecientes a La Laguna, bajo el nombre genérico de Las Montañas.

## Historia

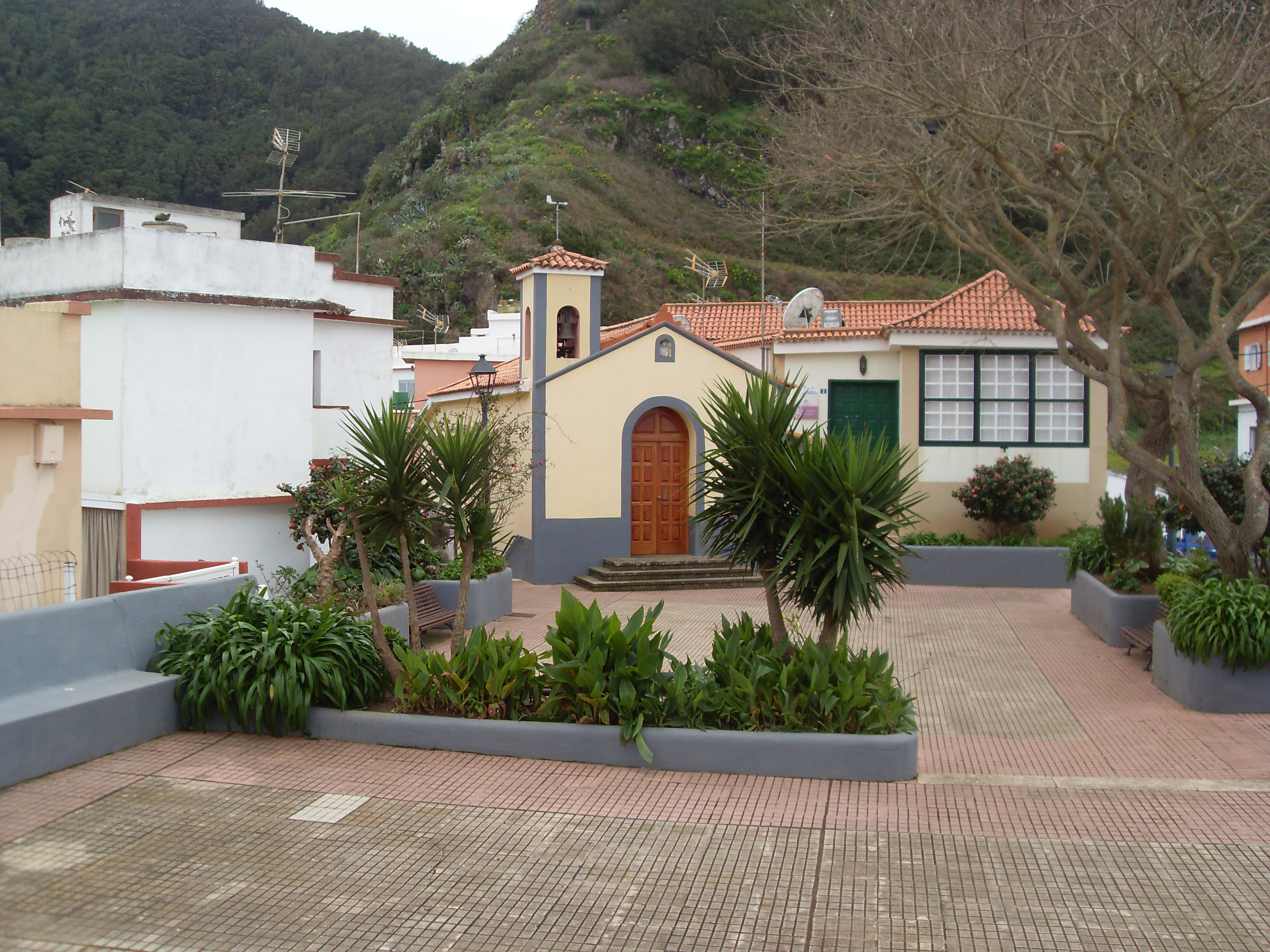
Plaza y ermita del caserío.

El caserío fue, desde su origen, un pago de Punta del Hidalgo hasta que en 1847 el lugar de Las Montañas fue agregado al municipio de San Cristóbal de La Laguna.
La ermita fue construida en la década de 1960, siendo parte de la parroquia de Nuestra Señora de Candelaria de Los Batanes.
La pista de acceso al caserío se construyó en la década de 1970, siendo asfaltada a principios de la década siguiente.
En 1994 toda la zona pasa a estar incluida en el espacio natural protegido del parque rural de Anaga.

## Fiestas

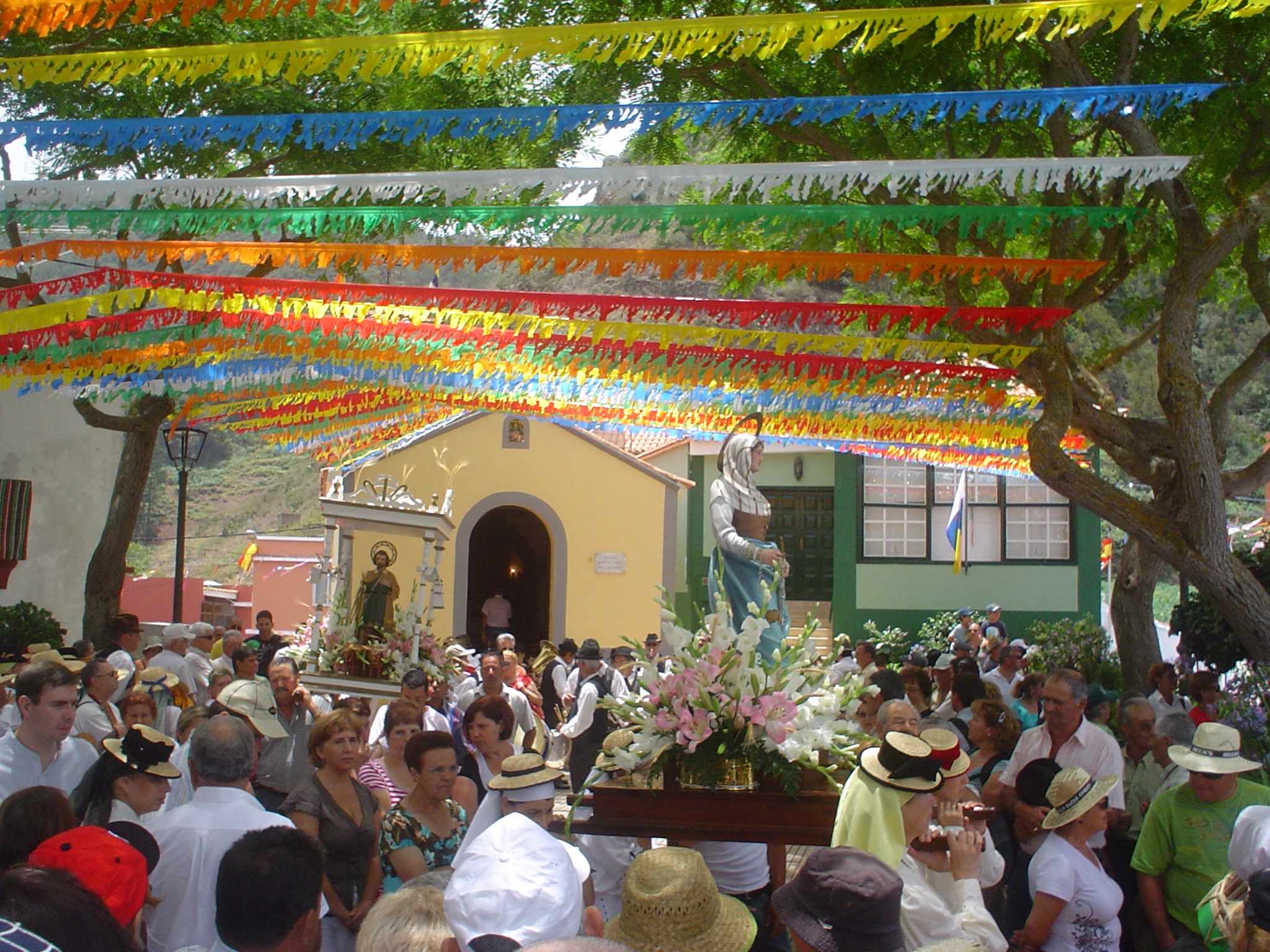
Celebración de las fiestas patronales 2008.

En este caserío se celebran fiestas patronales en honor de san Isidro Labrador y Santa María de la Cabeza a finales de junio. Destaca en estas fiestas una tradicional Feria de Ganado.
Además, desde 2014 la comisión de fiestas organiza junto al Club de Corredores de Tenerife Santa Cruz la Carrera de Montaña Circular Las Carboneras, competición que se enmarca dentro del Triangular de Carreras de Montaña Cumbres de Anaga Tenerife. El recorrido de la prueba, con principio y fin en la plaza del pueblo, transcurre a lo largo de unos catorce kilómetros por los senderos que circundan el núcleo poblacional.

## Comunicaciones
Se llega al caserío a través de la carretera TF-145.

### Transporte público
En autobús —guagua— queda conectado mediante las siguientes líneas de TITSA:
| Línea | Trayecto                             | Recorrido     |
| ----- | ------------------------------------ | ------------- |
| 275   | La Laguna - Las Carboneras - Taborno | Horario/Línea |

### Caminos
En el caserío se cruzan varios caminos aptos para la práctica del excursionismo, dos de los cuales se encuentran homologados en la Red de Senderos de Tenerife:
- Sendero PR-TF 9 Las Carboneras - Afur.
- Sendero PR-TF 10.1 Variante de Las Carboneras.

## Galería

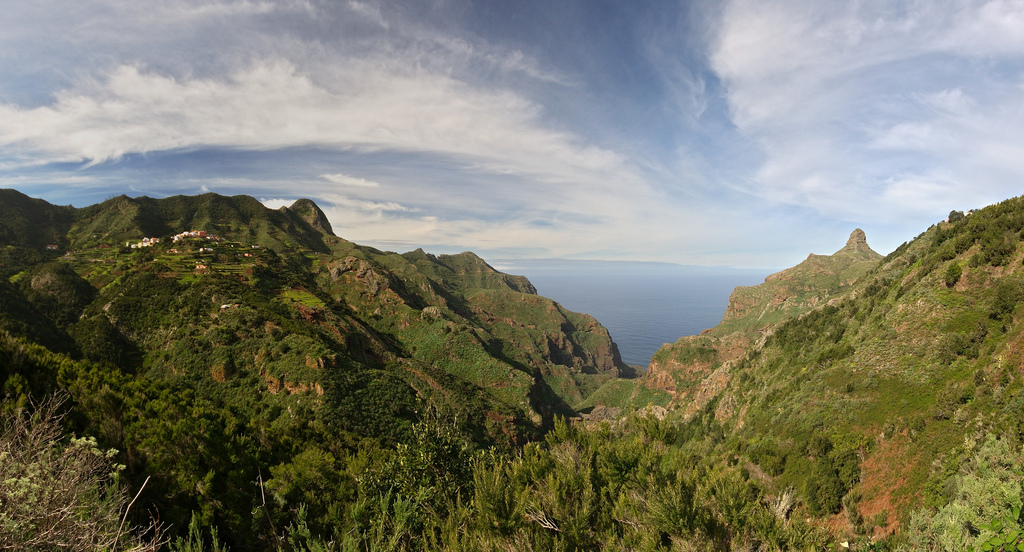
A la izquierda Las Carboneras, a la derecha el Roque de Taborno.
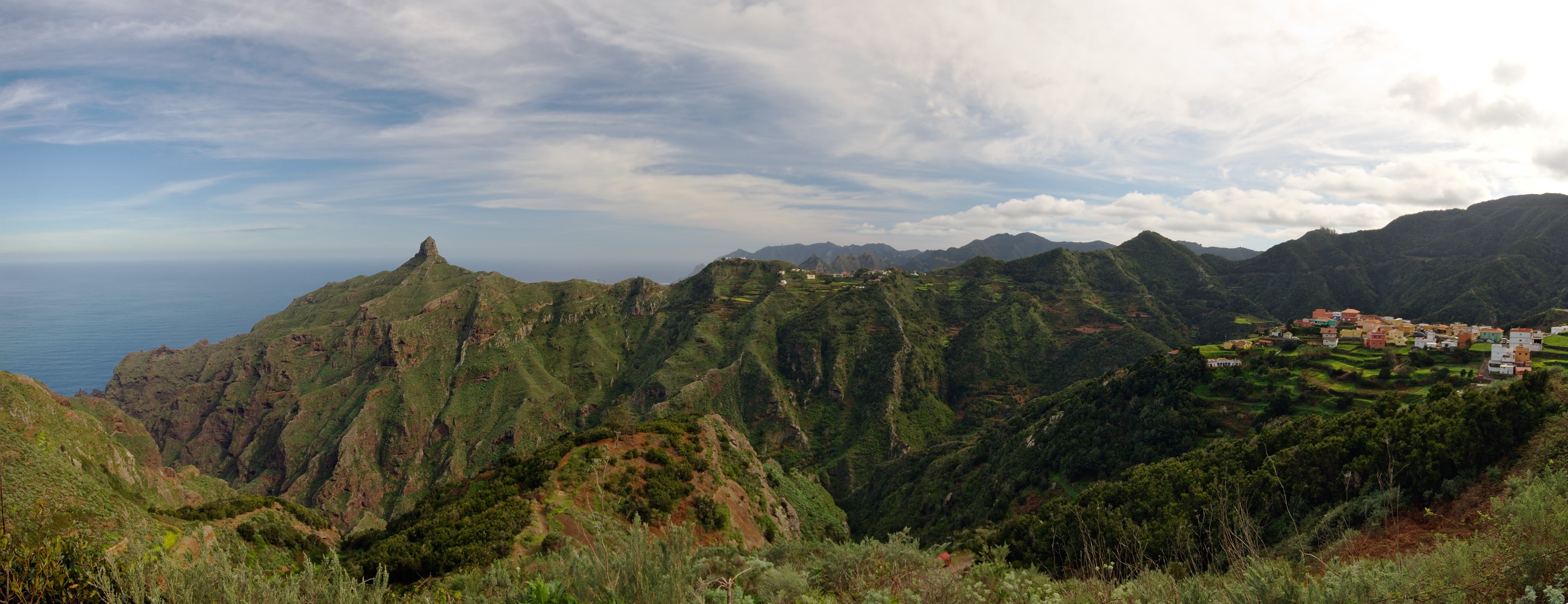
Vista del barranco de Taborno con Las Carboneras a la derecha y el caserío de Taborno a lo lejos.